# Ювелирный дом Болин
Ювелирный дом Болин («Болин и Ян», «Болин К. Э.») — ювелирная фирма, а также династия ювелиров, работавших в Российской империи с первой половины XIX века до 1917 года. Поставщик Двора Его Императорского Величества.
Ювелирным домом Болин по заказу императорской семьи было произведено множество уникальных драгоценных изделий, среди которых диадемы Русская красавица и Владимирская тиара, а также Императорская венчальная корона 1884 года.
В настоящее время члены семьи Болин владеют фирмой W.A. Bolin, находящейся в Стокгольме.

## История
История ювелирного дома Болин берёт своё начало в конце XVIII века. В 1790 году в Петербург из Саксонии прибыл бриллиантовых дел мастер Кристоф-Андреас Рёмплер, впоследствии ставший оценщиком Кабинета Е.И.В. и придворным ювелиром при императорах Павле I и Александре I. В 1809 году Рёмплер с семьёй принял российское подданство под именем Андрей Григорьевич. Две дочери Рёмплера, София и Катерина-Эрнестина, вышли замуж за ювелиров.
После смерти Рёмплера в 1826 году, его делом заведовал его зять — немец Готтлиб Эрнст Ян, женатый на Софии. С 1831 года Ян вёл дела с приезжим шведским ювелиром Карлом Эдуардом Болиным, за которого в 1834 году вышла замуж другая дочь Рёмплера, Катерина-Эрнестина. Фирма «Болин и Ян» существовала до смерти Яна в 1836 году. В 1839 Карл Болин получил звание придворного ювелира, которое после его смерти осталось за фирмой. Дело Болина в разных городах продолжали его сыновья вплоть до Революции 1917 года.

## Представители
| Изображение | Имя                                 | Годы жизни | Жизнь и творчество |
| ----------- | ----------------------------------- | ---------- | --- |
|             | Карл Эдуард Болин                   | 1805—1864  | Прибыл в Санкт-Петербург в 1831 году, в 1833 году начал работать бухгалтером у Яна. Год спустя женился на Эрнестине-Катарине — дочери умершего ювелира Андреаса Рёмплера и стал совладельцем фирмы «Ян и Болин». В 1841 году изготовил для жены Николая I диадему Русская красавица из жемчуга и бриллиантов. Состоял оценщиком Кабинета Е.И.В. и был награждён золотыми медалями на Аннинской и Владимирской лентах. |
|             | Готтлиб Эрнст Ян                    | ?—1836     | Продолжал дело Ремплера, вместе с Карлом Эдуардом Болиным был совладельцем фирмы «Ян и Болин». В 1831 году изготовил по заказу Николая I бриллиантовое с опалами ожерелье, обошедшееся императору в 169 601 руб — рекордную до 1894 года сумму. Ожерелье предназначалось в дар императрице Александре Федоровне. |
|             | Генрих (Андрей) Болин               | 1818—1888  | Брат Карла Эдуарда. Приехал в Россию 1836 году, на протяжении 16 лет работал в семейной фирме в Санкт-Петербурге. В 1852 году Болины расширили своё семейное дело на Москву. Андрей Болин совместно с англичанином Джеймсом Стюартом Шанксом основал фирму «Английский магазин. Шанкс и Болин». Развивали, прежде всего, серебряное производство. |
|             | Густав Оскар Фридрих Болин          | 1844—1916  | Сын Карла Эдуарда. После смерти отца — оценщик Кабинета Его Величества, придворный ювелир. Получил звание коммерции-советника в 1906 году. В 1912 году вместе с братом Эдуардом получил почётное дворянство. |
|             | Вильгельм (Василий Андреевич) Болин | 1835—1924  | Сын Генриха (Андрея) Болина. Руководил московским филиалом фирмы. Магазин располагался на Кузнецком мосту в доме № 12, недалеко от магазина фирмы К. Фаберже. Помимо ювелирных изделий московской фирмой изготавливалась посуда, столовые приборы и прочая утварь в ассортименте для широких слоёв покупателей. Вильгельм Болин последним из этой семьи получил звание поставщика Императорского двора в 1912 году. |
|             | Эдуард Людвиг Болин                 | 1842—1926  | Сын Карла Эдуарда. Возглавил фирму после смерти отца, как и брат, стал оценщиком Кабинета и придворным ювелиром. В 1871 году создал торговый дом «Болин К. Э.». В конце XIX века считался, наряду с Фридрихом Кехли, Карлом Фаберже, одни из трёх ведущих ювелиров Санкт-Петербурга и работал, комплектуя ювелирное приданое императрицы Александры Федоровны. К свадьбе великой княжны Ольги Александровны изготовил несколько парюр из бриллиантов, изумрудов и рубинов. Получил звание коммерции-советника в 1905 году. |